# Don Gil Sanches
Don Gil Sanches (?, – 1236. szeptember 14.) portugál trubadúr.
I. Sancho király és Maria Pais Ribera törvénytelen fia. Több trubadúréneket alkotott, egyetlen ránk maradt költeménye 1213 körül keletkezett.